# Corbettia tamarindi
Corbettia tamarindi là một loài côn trùng cánh nửa trong họ Aleyrodidae, phân họ Aleyrodinae.
Corbettia tamarindi được Takahashi miêu tả khoa học đầu tiên năm 1951.